# Corticifera flava
Corticifera flava is een zeeanemonensoort. De anemoon komt uit het geslacht Corticifera, de familie is nog onzeker. Corticifera flava werd in 1817 voor het eerst wetenschappelijk beschreven door Charles Alexandre Lesueur.